# Афанасьєв Павло Павлович
Павло́ Па́влович Афана́сьєв (27 серпня 1934 , Сталінград  — 23 листопада 2024 , Москва ) — радянський авіаційний інженер і державний діяч.

## Біографія
Народився в 1934 році в Сталінграді.
У 1958 році закінчив Московський авіаційний інститут (МАІ) і був направлений у МКБ «Факел», де працював на посадах помічника майстра, майстра, старшого майстра, потім начальника відділення складального цеху і начальника відділення наземного обладнання.
Із 1963 року викладав у МАІ на кафедрах 101 і 602, кандидат технічних наук, доцент.
Член КПРС із 1963 року. Із 1969 року на виборній партійній роботі: секретар партбюро літакобудівного факультету, секретар парткому МАІ, другий, перший секретар Ленінградського райкому КПРС міста Москви. Делегат XXVI з'їзду КПРС.
Із 1983 року — на державних посадах: у 1983—1988 роках — перший заступник Голови Державного комітету Ради Міністрів РРФСР з професійно-технічної освіти, у 1988 році — начальник відділу Державного комітету з науки і техніки СРСР, у 1989—1991 роках — начальник відділу освіти, культури та охорони здоров'я Держплану СРСР, у 1993—1996 роках — заступник генерального конструктора МКБ «Факел» з економіки, заступник голови Держкомвузу РФ.
Після завершення державної служби працював радником-консультантом ректора МАІ.
Павло Павлович Афанасьєв жив у Москві, помер 23 листопада 2024 року.

## Нагороди та звання
- Орден Дружби народів (1980)
- Орден Знак Пошани (1976)
- Премія Уряду Російської Федерації в галузі науки і техніки (2003)[5]